# Старий Вилезін
Старий Вилезін (пол. Stary Wylezin) — село в Польщі, у гміні Ковеси Скерневицького повіту Лодзинського воєводства.
Населення — 158 осіб (2011).

## Демографія
Демографічна структура станом на 31 березня 2011 року:
|          | Загалом | Допрацездатний вік | Працездатний вік | Постпрацездатний вік |
| -------- | ------- | ------------------ | ---------------- | -------------------- |
| Чоловіки | 79      | 14                 | 56               | 9                    |
| Жінки    | 79      | 17                 | 38               | 24                   |
| Разом    | 158     | 31                 | 94               | 33                   |